# G Velorum
g Velorum è una stella gigante bianca di magnitudine 4,94 situata nella costellazione delle Vele. Dista 828 anni luce dal sistema solare; in base alla parallasse stellare di 2,7 mas misurata dal satellite Gaia questa distanza è di 1.200 anni luce.

## Osservazione
Si tratta di una stella situata nell'emisfero celeste australe. La sua posizione moderatamente australe fa sì che questa stella sia osservabile specialmente dall'emisfero sud, in cui si mostra alta nel cielo nella fascia temperata; dall'emisfero boreale la sua osservazione risulta invece più penalizzata, specialmente al di fuori della sua fascia tropicale. La sua magnitudine pari a 4,9, fa sì che possa essere scorta a occhio nudo solo con un cielo sufficientemente libero dagli effetti dell'inquinamento luminoso.
Il periodo migliore per la sua osservazione nel cielo serale ricade nei mesi compresi fra dicembre e maggio; nell'emisfero sud è visibile anche all'inizio dell'inverno, grazie alla declinazione australe della stella, mentre nell'emisfero nord può essere osservata limitatamente durante i mesi della tarda estate boreale.

## Caratteristiche fisiche
La stella è una gigante bianca; possiede una magnitudine assoluta di -2,08 e la sua velocità radiale positiva indica che la stella si sta allontanando dal sistema solare.
Per quanto riguarda la classificazione stellare, la stella è assegnata alla classe A2 III, che indica che si trova nello stadio di gigante della sua evoluzione stellare.
La sua alta velocità di rotazione intrinseca di +5,0±7,4 km/s, corrispondente a una velocità radiale proiettata di 110 km/s, le conferisce una forma di sferoide oblato con un rigonfiamento equatoriale (bulge) che è del 7% maggiore del raggio polare.
La luminosità irradiata dalla sua fotosfera è 914 volte quella del Sole, e la temperatura efficace di 8 150 K.